# Czarny Lasek
Czarny Lasek – wieś w Polsce położona w województwie mazowieckim, w powiecie radomskim, w gminie Gózd. Ma status sołectwa.
W latach 1975–1998 miejscowość należała administracyjnie do województwa radomskiego.
Wierni Kościoła rzymskokatolickiego należą do parafii Miłosierdzia Bożego w Goździe.